# 女書
女書（にょしょ、にゅうしゅ、簡体字：女书、繁體字：女書、漢語ピンイン：nǚshū）は、中国南部の湖南省江永県などの地域において、専ら女性により用いられた文字。絶滅の危機に瀕している。

## 特徴
女書の文字はこれまでに約1000-1500文字が収集されている。各文字は「点」「縦棒」「斜線」「弧、折れ線」の4種類の筆画からなっており、これら筆画は細く書くことが良しとされる。文字の形状は縦に長い菱形である。伝統的な中国語や日本語の書き方と同じく、右縦書きで書かれる。
女書は音節文字である。すなわち、ひとつの文字が同じ音節で表される複数の意味を区別せずに、ひとつの文字で書き表す。多くの文字が漢字を故意に変形して作られたが、一方で伝統的な刺繍の模様から派生したとみられる字もある。
近年の使用範囲として、湖南省江永県、道県、江華ヤオ族自治県が知られている。江永県県城の土語の発音に合わせて作られており、周辺の地域では土語の発音が異なるが、県城土語の発音によって読まれるため、県城から広まったものと考えられる。
基本的に県城土語の音節に合わせて一音節一字の女書が用意されているが、例外的に、音節があっても文字がない例、異体字がある例、一字で複数の読み方がある例も見出される。
女書は日常的に筆記の用途に用いられるほか、「三朝書」と呼ばれる新婦への詩を記した贈り物にされることが多く、また、文字自体が刺繍の柄としてもしばしば用いられた。
女性差別から生まれた文字という側面も持つ。

## 文字の例
- 漢字の変形によるもの
  - 「白」の変形→「𛇪」
  - 「古」の変形→「𛇰」
  - 「埋」の変形→「𛋑」
- また、踊り字としては、「𖿡」（Unicode：16FE1、漢字の記号及び句読点のブロックに収録）が用いられた。

## 歴史
近年まで、江永県を含む地域では女性が漢字（＝男書）を学習することは良しとされてこなかった。女書はこのような状況下で生み出され、姉妹や兄弟の妻など、主に女性親族の間で秘密裏に用いられてきた。また、男性が女書を学習することは厳禁とされた。また、工芸品などの模様のようにして文字を偽装することも行われた。多くの文書は一行につき5文字または7文字で構成された詩の形をとった。女書は元々は、竹や木片を削って筆とし、鍋底のすすを墨汁にすることによって書かれてきたものである。
女書は数百年にわたり存在してきたものであるが、最近までその存在はほとんど外部に知られていなかった。1982年、武漢大学の宮哲兵教授により「再発見」され、学術的研究が開始された。
現在までに知られている文献で女書の存在に言及している最古のものは、民国年間の1931年に出版された『湖南各県調査筆記』である。これは湖南地方の地勢や風俗を調査して記録した文書で、永明県 (江永県の旧称) 部の花山条に次の記述が見える。

〔…〕言い伝えでは、明の時代、譚という姉妹が〔…〕薬草を採りに山に入ったが、ともに座ったまま亡くなっていた。人々は山頂に廟を作って祀った (今は花山廟と呼ぶ)。〔…〕毎年5月には、各郷の女性が香を焚き礼拝し、歌扇を持参して声を合わせて歌唱して悼む。その歌扇に書かれる文字はとても細かく、蒙古の文字に似ている。県内の男性でこの文字を読める者はいないようだ。

花山廟は文革期に破壊されたが、廟と譚姉妹への信仰はその後も続いている。
太平洋戦争中には日本軍により女書の使用が抑制された。中国人による暗号文書としての使用を懸念したためであった。
文化大革命以前においては、女書による文書は著者の死去に伴い殉葬品として焼却する習慣があった。また文革期には多くの女書による作品が破棄された。このため、女書による作品で現存するものはきわめて少ない。文革後、女性の文化水準の向上に伴い、女性は女書によらずとも互いの交流が可能になり、女書の使用価値は減少した。その結果女書の学習者は激減し、女書は絶滅の危機に瀕し始めることとなる。
1983年に中南民族大学の講師だった宮哲兵が民族調査で江永県を訪問した際、県の役人から出身地である白水村に女性だけが使う文字があると教えられて調査に入り、何西静の書いた字が報告されたことで「発見」された。当時は読み書きが出来る高銀仙と義年華が健在であり、2人はリクエストに応えて多くの文字を書いた。
1993年、南京の骨董市場で、古銭愛好家が女書の刻まれた太平天国期のものと称する銅貨を入手した。この銅貨の背面には女書で「天下婦女 姉妹一家」と記されていたため、最古の女書文字資料ではないかと注目された。しかし、歴史学者の張鉄宝 (太平天国史) の鑑定によれば、太平天国期の貨幣の規格に合わないこと、当時の技術水準では製造が困難であること、鋳造されたものではなく銅材に彫られたもので母銭 (鋳型の母型) としても使用に耐えないことなどから、早くとも民国年間以降に、贈答や娯楽の目的で貨幣に似せて製作されたものであろうという。
2005年9月、呂芳文 (湖南省社会科学院歴史研究所) と郭輝東 (湖南省経済研究情報センター) は、湖南省東安県芦洪市鎮の斬竜橋で女書を刻んだ石碑を発見した。文献によれば、斬竜橋は宋代にはすでに存在したことがわかっている。石碑が橋と同年代のものであれば、女書文字資料の年代は最大で宋代まで遡ることになる。また、これまで知られているより広い範囲で使用されていた可能性も出てくる。

## 現状
2004年9月30日に女書の最後の自然伝承者である陽煥宜が98歳で死去した。
幼少期に習った何艶新は、1993年に調査のために訪れた遠藤織枝らに促されて訓練を再開し書けるようになった。このため何艶新が最後の伝承者ともされる。2006年に調査研究のために習得し、最も理解度が高いとされる周碩沂が死去した。
遠藤織枝による2007年の報告では何艶新の他に、幼少期に祖母から少し習って中断したが保存のため再度学習した胡美月、研究者の調査をきっかけに習得した何静華と男性（何祥禄と唐功暐）、何静華の娘である蒲麗娟が習得しているが、自分の思いを詩に書くなど自由に使いこなせるのは何艶新のみで、他は覚えている詩を組み合わせるか字を綺麗に書くだけであるため、コミュニケーションの手段としては終焉を迎えたとされる。
2003年に中国政府は女書の研究拠点と観光地を兼ねた「中国女書村」を湖北省宜昌に開設したが、政府が観光資源として利用するようになり見栄えの良い大きな文字で書く者を優遇する一方で、何艶新のような本来の書き方にこだわる者は冷遇されている。
2005年にフォード財団から20万ドルの資金援助を得て現地調査が行われ、ヤオ族の文字では無いなどの知見が得られたが、計画が杜撰なため費用の割には成果が少なく、遠藤織枝の追加調査で見つかった貴重な資料を収集出来ていないなど不備が指摘されている。
2007年にすでにUnicodeに女書を加えることが提案されていたが、作業は難航し、2017年のUnicode 10.0 で追加多言語面のU+1B170-1B2FFに収録された。コード割り当ては画数の少ない順に配列されている。
2024年11月にはダートマス大学の研究者グループがOpenAI社の開発した言語モデルのGPT-4-turboを使って女書を保存するという論文を発表するなど、人工知能を用いた保護が模索されている。

## 女書による作品
女書による作品の多くは「三朝書」（三朝书、拼音: sānzhāoshū）という形式である。これは布を綴じて製作した小冊子であり、義姉妹（结拜姊妹、拼音: jiébàijiěmèi）または母により、女性の結婚時に贈られるものであった。「三朝書」には詩が書かれており、結婚して三日目の女性のもとに届けられる慣わしであった。これらの詩は結婚した女性の幸福を願い、また村を離れて結婚する女性への悲しみの念を表すものであった。
その他、詩や歌詞などを帯や紐、衣服などの日用品に織り込むこともあった。

## 注
1. 1 2 3  中国女文字―2015年の実際
2. 1 2 3 4  “2007年の女書”. nushu.world.coocan.jp. 2023年12月5日閲覧。
3. 1 2 3  “女書の世界　―　女文字について”. nushu.world.coocan.jp. 2023年12月5日閲覧。
4. ↑  中国湖南省に伝わる「女性だけの文字」 Yahoo!ニュース 2023/10/28(土) 12:02配信
5. ↑  宮哲兵 (1995). “女書時代考”. In 史金波他編. 奇特的女書: 全国女書学術考察検討会文集. 北京語言学院出版社. pp. pp. 157ff
6. ↑  遠藤織枝『中国の女文字: 伝承する女性たち』三一書房、1996年、pp.49ff頁。ISBN 4-380-96240-7。
7. ↑  趙麗明 (2000-3-2). “女書最早資料——太平天国女書銅幣”. 人民日報 (海外版).
8. ↑  張鉄宝「太平天国女書貨幣に関する問題」『消えゆく文字 中国女文字の世界』松本秀士訳、三元社、2009年（原著2005年）、pp. 137-147頁。ISBN 978-4-88303-251-8。
9. ↑  光明日报「湖南东安发现珍贵碑刻女书」2005年9月26日、中国語
10. ↑  “中南民族大学組織専家赴 湖南永州 考察東安石刻女書和黄田舗遠古人類遺址”. 女書文化研究簡報 (中南民族大学女書文化研究中心) (第26期). (25 Oct. 2005).
11. 1 2  “エッセイ > 中国女文字の今（やはり気になることば・３６） 遠藤織枝”. wan.or.jp. 2023年12月5日閲覧。
12. ↑   N3287 Proposal for encoding Nüshu in the SMP of the UCS, (2007-08-13)
13. ↑   Supported Scripts, Unicode, Inc.
14. ↑   Unicode 10.0.0, Unicode, Inc., (2017-06-20)
15. ↑  Ivory Yang, Weicheng Ma, Soroush Vosoughi (2024年11月29日). “NushuRescue: Revitalization of the Endangered Nushu Language with AI”. 2025年1月17日閲覧。
16. ↑  小林啓倫 (2025年1月16日). “中国・ヤオ族の女性が作り上げた幻の言語「女書」はどうなる？生成AIで消滅危機言語を保護する動きとは”. 日本ビジネスプレス 2025年1月17日閲覧。